# 近江大掾忠広
近江大掾忠広（近江大掾忠廣、おうみのだいじょうただひろ）は、江戸時代の肥前国の武士・刀工。橋本平作郎、のち新左衛門を名乗る。初代忠吉の子。

## 来歴
新刀上々作にして大業物。慶長19年に生まれ、父の没後忠広を襲名し、初代忠吉の孫で門人の河内大掾正広らの指導を受けたとされる。寛永18年7月に近江大掾を受領。元禄6年5月27日に没する。後代の忠吉ははじめ忠広を名乗り家督相続後忠吉を襲名するのが慣例だが、この忠広は妾腹の子であったためか生涯忠吉を名乗っていない。長命で多作の刀工だったため、現存する作品は新刀の中でも極めて多い。子は長男に陸奥守忠吉、次男に鉄砲鍛治新兵衛、三男に初代忠行らがいる。

## 作刀
刃文は小糠肌と呼ばれるよくつんだ地鉄に直刃を焼いた作が多く、互の目乱などの乱れ刃もある。肥前刀では父の初代忠吉、子の陸奥守忠吉に次ぐ技量といわれる。

## 墓地
長安寺（浄土真宗本願寺派）
- 2代忠広から9代忠吉までの墓がある。